# Pacasa
Pacasa (Pacaje; pl. Pacajes), ime jedne od podgrupe Aymara, ili jednog od plemena Aymara iz kolonijalnog vremena. Živjeli su južno i jugoistočno od jezera Titicaca, duž rijeke Desaguadero na području današnjeg bolivijskog departmana La Paz.
Govorili su istoimenim jezikom ili dijalektom.